# Morganson's Finish
Pour plus de détails, voir Fiche technique et Distribution.
Morganson's Finish est un film muet américain réalisé par Fred Windemere, sorti en 1926.

## Synopsis
Quand Dick Gilbert, qui est amoureux de Barbara Wesley, reçoit une promotion, les deux se fiancent. Morganson, un rival jaloux, convainc le directeur général que Dick ne devrait pas recevoir la promotion et, désespéré, Dick démissionne de son poste. Lors d'une fête donnée par Morganson, Dick entend une discussion sur la récente découverte d'or en Alaska et décide d'y aller. Morganson l'accompagne au pays de l'or. Un jour, Morganson crée une avalanche pour enterrer Dick. En s'échappant, Dick découvre un gisement d'or encore plus important et Ole, leur employé, lui parle de la trahison de Morganson. Barbara arrive, et à la suite d'une confrontation entre les deux rivaux, Morganson est renversé d'une falaise et il meurt de ses blessures. Dick réussit à découvrir la mine et épouse Barbara.

## Fiche technique
- Titre original : Morganson's Finish
- Réalisation : Fred Windemere
- Scénario d'après la nouvelle de Jack London
- Société de production : Tiffany Productions
- Société de distribution : Tiffany Productions
- Pays de production :  États-Unis
- Langue originale : anglais
- Format : Noir et blanc  — 35 mm — 1,33:1 — Film muet
- Genre : drame
- Durée : 7 bobines
- Dates de sortie : États-Unis : mai 1926

## Distribution
- Anita Stewart : Barbara Wesley
- Johnnie Walker : Dick Gilbert
- Mahlon Hamilton : Dan Morganson
- Victor Potel : Ole Jensen